# NGC 101
NGC 101 é uma galáxia espiral barrada (SBc) localizada na direcção da constelação de Sculptor. Possui uma declinação de -32° 32' 11" e uma ascensão recta de 0 horas, 23 minutos e 54,5 segundos.
A galáxia NGC 101 foi descoberta em 25 de Setembro de 1834 por John Herschel.